# Abrázame muy fuerte
Abrázame muy fuerte es una telenovela, producida por Salvador Mejía y transmitida por Televisa.
Protagonizada por Aracely Arámbula, Fernando Colunga y Victoria Ruffo, con las participaciones antagónicas de César Évora, Nailea Norvind, Rossana San Juan y Helena Rojo, además de las actuaciones estelares de Arnaldo André, Pablo Montero y las actrices Alicia Rodríguez y Carmen Salinas.

## Argumento
Cristina Álvarez Rivas es una joven bella y dulce que vive en una hacienda ubicada en el estado de Tabasco, junto a su padre Don Severiano Álvarez un hombre recio y autoritario, y su madre Doña Consuelo Rivas de Álvarez una mujer noble y refinada. Cristina se enamora de Diego Hernández, un peón que trabaja en la hacienda, y ella sabiendo que su padre nunca aceptará su relación con un peón, se entrega a él como la manera de demostrarle su amor. Por medio de la intrigante empleada Raquela, Don Severiano se entera de la relación entre su hija y Diego. Estalla en cólera y quema el jacal donde vive Diego, así mismo jura que nunca los dejará estar juntos. Cuando está a punto de propinarle una golpiza a Cristina, ella le confiesa a su padre que está embarazada. Para evitar la vergüenza de que su hija sea madre soltera, Severiano ordena de inmediato que Raquela y Cristina viajen a Villahermosa para que allí tenga al bebé.
Cristina da a luz a una niña y junto a Raquela regresan a la hacienda después del parto. Severiano le paga a Raquela para que haga pasar a la niña, llamada María del Carmen como su hija, y así llevársela muy lejos de la hacienda porque para él representa la mayor vergüenza por ser hija de un peón. El hacendado le miente a Cristina diciéndole que fue Raquela quien sustrajo el dinero y se raptó a la niña. Cristina se hunde en la desesperación, al mismo tiempo que Federico Rivero llega a la hacienda y le pide a Don Severiano la mano de su hija.
Federico es un hombre despiadado y ambicioso, quien planea hacer a Cristina su esposa por medio de chantajes. Federico trae de vuelta a Raquela con la niña a la hacienda. Cristina se llena de emoción, pero Federico le dice que si no acepta ser su esposa, Raquela y la niña desaparecerán para siempre y nunca volverá a ver a su hija. Cristina detesta a Federico pero ante la muerte de Don Severiano y viéndose ella y su madre a merced de la maldad de Federico, Cristina acepta casarse con él sólo para estar cerca de su hija. Sin embargo después del matrimonio Federico le dice a su esposa que Raquela seguirá como la madre de María del Carmen y ella, para todo el mundo, será su madrina.
Federico se entera de que Diego todavía está buscando a Cristina. Ella dichosa sale a su encuentro y ambos planean huir juntos con la niña esa misma noche. Federico lo encuentra y furioso está a punto de pelearse con él, pero por mediación de Cristina Diego se va. Esa noche cuando ambos están a punto de huir, Federico se le adelanta a Cristina y logra detenerla abusando de ella, para luego matar a Diego atropellándolo con su camioneta. Al enterarse Cristina cree desfallecer, pero recobra fuerzas y toma el control de la hacienda. Echa a Raquela y le pide el divorcio a Federico, pero este provoca un accidente automovilístico en el que Cristina pierde el hijo que esperaba de Federico y además queda ciega. Con esto Federico queda libre para disponer de la fortuna de su esposa a su antojo.
Pasan los años, y María del Carmen se convierte en una jovencita hermosa y honesta, criada con cariño y dedicación por su "madrina" Cristina, no así por Raquela que constantemente la maltrata y humilla. Raquela quien siempre ha sido una mujer inescrupulosa y calculadora se ha convertido en la amante de Federico, lo solapa y se hace partícipe de todas sus maldades y fechorías. Carlos Manuel Rivero, el sobrino de Federico, es un joven apuesto que regresa a México después de terminar sus estudios de medicina en el extranjero. Federico, además de sostener relaciones con Raquela, es amante de Deborah Falcón, una mujer muy atractiva pero cínica y oportunista, quién también se enamora de Carlos Manuel. Al enterarse, Federico intenta por todos los medios alejar a Deborah de su sobrino, en tanto María del Carmen conoce a Carlos Manuel y se enamora profundamente de él, provocando celos en José María Montes, un peón de la hacienda que ha estado enamorado de María del Carmen desde que eran niños.
Deborah al descubrir que Carlos Manuel se ha enamorado de María del Carmen enfurece y en complicidad con Federico recurre a toda clase de artimañas para separar a la joven pareja. Pero a pesar del distanciamiento y de las adversidades, el amor que ambos se tienen resultará más fuerte que cualquier intriga, pues allí es cuando cobran vida las palabras "Abrázame muy fuerte".

## Elenco
- Victoria Ruffo - Cristina Álvarez Rivas de Rivero
- Fernando Colunga - Carlos Manuel Rivero Carrillo
- Aracely Arámbula - María del Carmen Campusano / María del Carmen Hernández Álvarez
- César Évora - Federico Rivero
- Nailea Norvind - Deborah Falcón de Rivero
- Alicia Rodríguez - Consuelo Rivas Vda. de Álvarez
- Arnaldo André - Dr. Ángel Luis Robles
- Helena Rojo - Damiana Guillén / Juliana Guillén
- Pablo Montero - José María Montes
- Rossana San Juan - Raquela Campusano
- Lilia Aragón - Efigenia de la Cruz y Ferreira
- René Casados - Francisco José Bravo Falcón / Fernando Joaquín Bravo
- Rosita Quintana - Eduviges de la Cruz y Ferreira
- Sergio Reynoso - Comandante Hernán Muñoz
- Tina Romero - Jacinta Carrillo Vda. de Rivero
- Toño Mauri - Padre Moisés
- Dacia González - Candelaria Campusano
- Aurora Clavel - Vicenta
- Carmen Salinas - Celia Ramos
- Eduardo Noriega - Pancho Montes
- Alicia Montoya - Gumersinda de Montes
- Mario Casillas - Marcelino
- Ignacio Guadalupe - Benito
- Toño Infante - Eulogio Rojas
- Rosita Pelayo - La Güera
- Lalo "El Mimo" - Casimiro
- Verónika con K - Casilda
- Dacia Arcaraz - Gema
- Jorge De Silva - Abel "Abelito" Ramos / Abelito Bravo
- Paco Ibáñez  - Juancho
- Abril Campillo - Estela "Estelita"
- Pedro Romo - Apolinar
- Esther Rinaldi - Nieves Muñoz
- Eduardo Rodríguez - Máximo "Max" Ruiz
- José Antonio Ferral - Fayo Ruiz
- Ana Hally - Macrina
- Fabián Lavalle - Dr. Fabián Anaya
- Carlos Amador - Nicolás Moreno
- Humberto Elizondo - Bernal Orozco
- Raúl Buenfil - Dandy.
- Ricardo Chávez - Motor
- Alberto Inzúa - Porfirio Moreno
- Liza Willert - Clementina
- Miguel Córcega - Padre Ignacio
- Emilia Guiú - Flora Falcón Viuda de Bravo
- Fidel Pérez Michel - Mano Negra
- Manuel Capetillo - Miguel Salvador Zamudio
- Eduardo Cuervo - Jorge
- Ernesto Alonso - Padre Bosco
- Manuel Raviela - Silverio
- Alberto Chávez - Artemio
- Luis Fernando Torres - Domingo Montes
- Shirley - Florencia
- Roque Casanova - Dr. Silva
- Patricia Villasaña - Regina
- Gabriel Roustand - Chente
- Rosy Safont - Maestra Malicha
- Emely Faride - Paquita Silva
- Charly Santana - Chiquilín Ramos
- Dolores Salomón "Bodokito" - Alberta
- Osvaldo Ríos - Diego Hernández
- Joaquín Cordero - Don Severiano Álvarez
- René Muñoz - Regino
- Luis Maya - Carlos Manuel (niño)
- Julián Noble - José María (niño)

## Equipo de producción
- Historia Original - Caridad Bravo Adams
- Versión Libre - René Muñoz
- Libreto - Liliana Abud
- Edición Literaria - Dolores Ortega
- Escenografía - María Teresa Ortíz
- Ambientación - María del Carmen Sánchez
- Diseño de Vestuario - Olivia Alva Pulido, Janeth Villa Gómez
- Música Original - Jorge Avendaño
- Tema Principal (música y letra) - Juan Gabriel
- Arreglo y dirección musical del tema principal - Eduardo Magallanes
- Editores - Marco Antonio Rocha Maza
- Supervisor de Post-Produccion: Adrián Frutos Maza
- Jefes de producción - Laura Mezta, Mirko Ruggiero Bermich
- Coordinador de Producción - Bosco Primo de Rivera
- Coordinación General - Federico Alarcón
- Coordinación de Musicalización - Luis Alberto Diazayas
- Dirección de Cámaras en Locación - Jesús Nájera
- Dirección de Escena en Locación - Víctor Manuel Fouilloux, Édgar Ramírez
- Productora Asociada - Nathalie Lartilleux
- Dirección de Cámaras - Alejandro Frutos, Manuel Ángel Barajas
- Dirección de Escena - Miguel Córcega
- Productor - Salvador Mejía

## Banda sonora
1. Niña y Mujer - Aracely Arámbula
2. Donde estás corazón - Pablo Montero
3. Con el Corazón en la Mano - Grupo Liberación
4. Casi te olvido - Pablo Montero
5. Como Yo - Grupo Liberación
6. Cuando ya no me quieras - Pablo Montero
7. Miedo - Pepe Aguilar
8. Que voy hacer sin ti - Pablo Montero
9. Si Estuvieras Conmigo - Grupo Liberación
10. Vuelve junto a mi - Pablo Montero
11. Cruz de olvido - Pablo Montero
12. Abrázame muy fuerte - Juan Gabriel
13. El amor de mis amores- Pablo Montero

## Premios

### Premios TVyNovelas 2001
| Categoría                   | Persona          | Resultado |
| --------------------------- | ---------------- | --------- |
| Mejor telenovela            | Salvador Mejía   | Ganador   |
| Mejor actriz protagónica    | Aracely Arámbula | Nominada  |
| Mejor actor protagónico     | Fernando Colunga | Ganador   |
| Mejor villana               | Nailea Norvind   | Ganadora  |
| Mejor villano               | César Évora      | Ganador   |
| Mejor primera actriz        | Helena Rojo      | Ganadora  |
| Mejor primer actor          | Joaquín Cordero  | Ganador   |
| Mejor actriz de reparto     | Carmen Salinas   | Nominada  |
| Mejor actor de reparto      | Pablo Montero    | Ganador   |
| Mejor revelación masculina  | Pablo Montero    | Nominado  |
| Mejor tema musical          | Juan Gabriel     | Nominado  |
| Mejor historia o adaptación | Liliana Abud     | Ganadora  |
| Mejor dirección de escena   | Miguel Córcega   | Ganador   |

### Premios El Heraldo de México 2001
| Categoría        | Nominado(a)      | Resultado |
| ---------------- | ---------------- | --------- |
| Mejor telenovela | Salvador Mejía   | Ganador   |
| Mejor actriz     | Aracely Arámbula | Ganadora  |
| Mejor actor      | Fernando Colunga | Ganador   |

### Premios ACE 2002
| Categoría      | Nominado(a)      | Resultado |
| -------------- | ---------------- | --------- |
| Mejor director | Salvador Mejía   | Ganador   |
| Mejor actriz   | Aracely Arámbula | Ganadora  |
| Mejor actor    | Fernando Colunga | Ganador   |

### Premios Grammy 2002
- Nominado al Grammy como Mejor Álbum de Música Latina otorgado por la Academia de Grabación de Estados Unidos en 2002 por "Abrázame muy fuerte"[3]

## Versiones
"Abrázame muy fuerte" está basada en la novela "Pecado mortal", historia original de Caridad Bravo Adams. De esta historia se hicieron otras versiones:
- La película estrenada en 1955 titulada " Pecado mortal" con Silvia Pinal, Víctor Junco y Gloria Marín.
- La telenovela Pecado mortal, se realizó en el año 1960 bajo la producción de Raúl Astor y Ernesto Alonso y como protagonistas estuvieron la española Amparo Rivelles y Tito Junco.
- Telenovela Que te perdone Dios es una telenovela mexicana producida por Angelli Nesma Medina. Está protagonizada por Zuria Vega, Mark Tacher y Rebecca Jones y con las participaciones antagónicas de Sergio Goyri, Sabine Moussier, Altair Jarabo y Laisha Wilkins.[4]